# Hrdina (seriál)
Hrdina je český televizní seriál, vysílaný na TV Prima od 23. října 2024. Seriál líčí příběhy poručíka Adama Hrdiny, který je drzý policajt a neřízená střela. Policajt, se kterým je těžké spolupracovat. Přesto se najdou kolegové, kteří se pro něj snaží najít porozumění.
Seriál nahrazuje úspěšný seriál Polda s Davidem Matáskem, který nenavazuje, ale je jen od stejných tvůrců seriálu. 
Česká adaptace podle německého seriálu Heldt

## O seriálu
Poručík Adam Hrdina (Jan Nedbal) je neřízená střela. Domýšlivý policajt, se kterým je těžké pracovat, ale který má v sobě dost velkou dávku lidskosti, abyste ho měli rádi. Hrdina není právě týpek, kterého mají všichni rádi. I nová státní zástupkyně Lucie Bartošová (Kristýna Boková) ho zpočátku nemůže vystát, přesto pro něj ale postupně najde porozumění. Hrdinovi nedělá problém dostat se do kárného řízení a má poměrně neformální pracovní vystupování. Pokud bude muset, dopustí se i vloupání. Snaží se pomáhat lidem v nouzi a vystavuje se pro ně nebezpečí. Kvůli jeho neformálním postupům dochází k opakovaným konfliktům s nadřízeným, majorem Vladislavem Říhou (Ondřej Malý). Celým seriálem prochází i nevyřešená minulost Adama Hrdiny a tu bude chtít detektiv rozlousknout za každou cenu. 

## Obsazení

#### Hlavní postavy
- por. Adam Hrdina - Jan Nedbal (mladý, zkušený, ale drzý a problémový policista)
- JUDr. Lucie Bartošová - Kristýna Boková (nová státní zástupkyně)
- mjr. Bc. Vladislav Říha - Ondřej Malý (šéf kriminálky a nadřízený Adama)

#### Vedlejší postavy
- ppor. Vít Krejčí - Jan Hofman (kolega Adama Hrdiny)
- por. Roman Šimák - Jan Nosek Novák (zkorumpovaný kolega Adama Hrdiny)
- Lukáš „Luky“ Hanzlík  - Robin Ferro (kamarád Adama)
- Karel „Karlos“ Čermák - Roman Slovák (barman a majitel baru Karlos)
- Jan „Honza“ Šedivý - Jakub Vašek (kolega Karlose v baru)
- JUDr. Petr Henrych - Daniel Rous (bývalý státní zástupce a kamarád Adama)
- MUDr. Anna Holá - Daniela Voráčková (analytička, technik, soudní lékařka a koronerka)
- Karolína Bartošová - (dcera Lucie Bartošové)

#### Epizodní postavy
1. řada (2024)
- Jan Hájek jako Ivan Brejcha (1)
- Lenka Wittmann jako JUDr. Lenka Skácelová (1)
- jako Robert Smutný (1)
- Jakub Folvarčný jako Petr Dvorský (1)
- Anna Datiashvili jako Alina Dodová (1)
- Viktorie Zrzavá jako Mija Kovaćová (1)
- Eva Leimbergerová jako Miriam Kovářová (2)
- Ondřej Kavan jako Petr Kovář (2)
- Kryštof Bartoš jako DJ v baru Divinity Marek Malý (2)
- Jiří Chadraba jako dealer Kryštof Lukeš (2)
- Markéta Chládková jako manažerka klubu Divinity Jana Macourková (2)
- Jakub Volák jako balící muž v klubu Divinity (2)
- Klára Tomanová jako Mgr. Klára Dobešová (2)
- Jiří Zapletal jako majitel galerie Josef Veselý (3)
- Ondřej Nosálek jako Ondřej Nykl (3)
- Matyáš Svoboda jako David Nykl (3)
- Anna Pastorková jako Zuzana Váchová (3)
- Anežka Matušinská jako maminka dítěte v nemocnici (3)
- Jan Vápeník jako Roman Kraus (3)
- Zuzana Žáková jako Simona Kováčová (4)
- Martin Mejzlík jako Dan Berger (4)
- Pavel Vangeli jako Jiří Franěk (4)
- Vojtěch Dvořák jako štamgast Slávek Kubín (4)
- Magdaléna Prostá jako Andrea Kopicová (4)
- Lenka Haluzová jako Daniela Fraňková (4)
- Tomáš Pavelka jako MUDr. Tomáš Bouška (4)
- Jan Šťastný jako JUDr. Zdeněk Paták (5)
- Lucie Benešová jako Mgr. Dana Patáková (5)
- Magdaléna Zimová jako Andrea Vaňková (5)
- Anna Kulovaná jako Dita Krahulcová (5)
- Michaela Klenková jako sousedka Saidla (5)
- Radka Tesárková jako Martina Beranová (5)
- Jarmil Škvrna jako Jan Saidl (5)
- Jiří Suchý z Tábora jako David Hrzán (5)
- Beáta Hrnčiříková jako Michaela Berková (6)
- Jana Jiskrová jako babička Květa Berková (6)
- Jan Staněk jako Antonín Vácha (6)
- Eliška Nejedlá jako zdravotní sestra Zita Cikhartová, Dis. (6)
- Anna Glässnerová jako zdravotní sestra Veronika Böhmová, Dis. (6)
- Rosálie Malínská jako Nikola Váchová (6)
- Adam Langer jako František Šíma (6)
- Jan Hrubec jako Miloš Němec (6)
- Josef Humpolec jako Josef Hubáček (6)
- Stanislava Drápalová jako Tamara Pešková (6)
- Tomáš Drápela jako Tomáš Pešek (6)
- Jan Krafka jako Pavel Dostál (7)
- Petr Besta jako Roman Klíma (7)
- Petr Motloch jako Jaromír Vacek (7)
- Jiří Böhm jako Marek Žižka (7)
- Ilona Novotná jako Eva Dostálová (7)
- Martina Venigerová jako kosmetička (7)
- Laura Humlová jako kosmetička (7)
- Pavel Martinec jako Kamil Drbohlav (7)
- Tereza Blažková jako Nikola Šafářová (8)
- Roman Nevěčný jako Roman Valenta (8)
- Jiří Racek jako právník Romana Valenty (8)
- Ondřej Běhan jako kurýr s pizzou (8)
- Sára Erlebachová jako Anna Lišková (8)

2. řada (2025)
- Helena Dvořáková jako Eliška Vrbová (9)
- Jana Holcová jako Marie Lochková (9)
- Vanda Chaloupková jako Miriam Fišerová (9)
- Lucie Vojtová jako npor. Sabina Čudová (9)
- Pavel Betka jako Pavel Zelenka (9)
- Martin Urbaník jako Martin Sýkora (9)
- Stanislava Heyduková jako Anna Molníková (9)
- Pavel Landovský jako podvodník (9)
- Viktorie Vítová jako Linda Hejdová (10)
- Tomáš Dastlík jako kpt. Mgr. Vladimír Strnad (10)
- Martin Bohadlo jako David Rýdl (10)
- Amélie Pokorná jako Zuzana Stránská (10)
- František Florián jako Vojtěch Beran (10)
- Radek Lajfr jako Tomáš Krutina (10)
- Jiří Š. Hájek jako Jiří Werner (10)
- Aleš Procházka jako magistr Kelly als Karel Keller (11)
- Petr Šmíd jako kouzelník Magnus als Erik Novák (11)
- Jiří Černý jako kouzelník Tomasso als Tomáš Šebek (11)
- Barbora Jánová jako Klára (11)
- Gabriela Mikulková jako Monika Vališová (11)
- Zdeněk Bařinka jako Ondřej Vácha (11)
- Anna Čtvrtníčková jako Lenka Herčíková (12)
- Tomáš Čapek jako Stanislav Majer (12)
- Michal Novotný jako Lukáš Miler (12)
- Lukáš Melník jako Roman Horák (12)
- David Petrželka jako Tomáš Cejnar (12)
- Kateřina Měchurová jako Jana Kavková als Pink (12)
- Viktorie Hrachovcová jako (12)
- Jan Roháč jako (12)
- Prokop Košar jako (12)
- Marek Nagl jako (12)
- Petr Vršek jako Roman Sedlák (13)
- Anna Červeňová jako Marie Kůsová (13)
- Tomáš Krutina jako Jirka Boček (13)
- Vitalii Vorkhlik jako Michajl (13)
- Anton Tataru jako Kosťa (13)
- Jan Bidlas jako Jan Švéda (13)
- Martin Kubuš jako Marek Boček (13)
- Tomáš Legát jako dělník Lukas Kalina (13)
- Danylo Rypalenko jako Ukrajinec (13)
- Olexander Tupotin jako Ukrajinec (13)
- Danylo Zhylka jako Ukrajinec (13)
- Amélie Levaud jako Bára Tichá (14)
- Veronika Lapková jako MUDr. Elena Kovářová (14)
- Jakub Uličník jako Aleš Srpek (14)
- Tomáš Novotný jako Martin Drábek (14)
- Anna Schmidtmajerová jako Jana Tichá (14)
- Jakub Slach jako Jakub Šnajdr (14)
- Michal Novák jako Dušan Brod (14)
- Kelvin Soquessa jako Kenenisa Bekele (14)
- Marta Hermannová jako Nikola Čudová (14)
- Ivana Pernicová jako nepříjemná prodavačka Naďa Švábová (14)
- Nina Horáková jako Julie Strejcová (15)
- Veronika Divišová jako Sára Čudová (15)
- Ondřej Veselý jako Ondřej Vlček (15)
- Matouš Rajmont jako Petr Tauber (15)
- Zdeněk Julina jako Aleš Hofmann (15)
- Stanislava Bartošová jako Dita Hamplová (15)
- Jiří Miroslav Valůšek jako Miroslav Dvořák (15)
- Julia Issa jako televizní reportérka (15)
- Vladimír Kratina jako kpt. Josef Vedral (16)
- Jiří Bábek jako Luděk Cívka - Lucifer (16)
- Jiří Kratochvíl jako Vladimír Procházka (16)
- Jan Plouhar jako Rafael Šmíd (16)
- Josef Wiesner jako (16)
- Luděk Tvrdý jako kpt. Josef Vedral (16)
- Veronika Krejzová jako Gizela Nováková (16)

## Vysílání
| Řada | Díly | Premiéra       | Premiéra          |
| Řada | Díly | První díl      | Poslední díl      |
| ---- | ---- | -------------- | ----------------- |
| 1    | 8    | 23. října 2024 | 11. prosince 2024 |
| 2    | 8    | 5. března 2025 | 23. dubna 2025    |

## Sledovanost
| Řada | Timeslot     | Premiéra v TV  | Premiéra v TV                  | Finále v TV       | Finále v TV                    | Průměrná sledovanost (v milionech; 15+) |
| Řada | Timeslot     | Datum          | Sledovanost (v milionech; 15+) | Datum             | Sledovanost (v milionech; 15+) | Průměrná sledovanost (v milionech; 15+) |
| ---- | ------------ | -------------- | ------------------------------ | ----------------- | ------------------------------ | --------------------------------------- |
| 1    | středa 20:15 | 23. října 2024 | 0,767 (23,28%)                 | 11. prosince 2024 | 0,726 (21,90%)                 | 0,766 (21,3%)                           |
| 2    | středa 20:15 | 5. března 2025 | 0,598 (18,21%)                 | 23. dubna 2025    |                                |                                         |